# Adrián González Velasco
Adrián González Velasco (Burgos, 13 de setembre de 1992) és un ciclista espanyol, professional des del 2015 i actualment a l'equip Euskadi Basque Country-Murias.